# Nikolaj Kalašnikov
Nikolaj Fëdorovič Kalašnikov (in russo Николай Фёдорович Калашников?; Mosca, 11 ottobre 1940) è un ex pallanuotista sovietico, vincitore di una medaglia di bronzo alle olimpiadi di Tokyo 1964.